# Franco Zeffirelli
Gian Franco Corsi Zeffirelli, dit Franco Zeffirelli [prononcé : [ˈfraŋko dzeffiˈrɛlli], né le 12 février 1923 à Florence et mort le 15 juin 2019 à Rome, est un réalisateur, scénariste et producteur italien. Il est l'un des metteurs en scène d'opéra et de théâtre les plus importants de l'après-Seconde Guerre mondiale, étant reconnu pour ses somptueuses mises en scène d'œuvres classiques, ainsi que pour ses adaptations cinématographiques de celles-ci,. Membre du parti Forza Italia, il est sénateur de Catane de 1994 à 2001.
Les films qu'il a réalisés comprennent les adaptations shakespeariennes La Mégère apprivoisée (1967) avec Elizabeth Taylor et Richard Burton, Roméo et Juliette (1968) pour lequel il est nommé à l'Oscar du meilleur réalisateur, et Hamlet (1990) avec Mel Gibson et Glenn Close. Sa mini-série télévisée biblique Jésus de Nazareth (1977) est acclamée à la fois au niveau national et international et est encore fréquemment diffusée à Noël et à Pâques dans de nombreux pays.
Grand officier de l'ordre du Mérite de la République italienne depuis 1977, Zeffirelli a également reçu le titre de chevalier honoraire britannique en 2004 lorsqu'il est décoré de l'ordre de l'Empire britannique. Il reçoit le Premio Colosseo (en) en 2009 par la ville de Rome.

## Biographie
Franco Zeffirelli serait issu de la famille de Léonard de Vinci.
Enfant abandonné et confié à l'orphelinat des Innocenti, Franco Zeffirelli arrive le jour des Z. Sa mère, amoureuse de Mozart, décide alors de l'inscrire sous le patronyme Zeffiretti, mais une erreur de la secrétaire, le transforme en Zeffirelli. Très tôt, il a la chance d'être pris en main par une vieille Anglaise de la communauté installée à Florence qui lui enseigne sa langue et lui fait découvrir Shakespeare, le choc de sa vie.
Franco Zeffirelli commence sa carrière artistique comme assistant de Luchino Visconti dont il deviendra l'amant. Il le suit d’abord au théâtre, puis au cinéma pour les films La terre tremble (La Terra trema) et Senso.
Vers la fin des années 1950, Zeffirelli amorce une carrière de metteur en scène d'opéras qui s'échelonne sur plusieurs décennies et le conduit à travailler régulièrement pour La Scala de Milan et le Metropolitan Opera de New York. Il dirige notamment Maria Callas dans La Traviata à Dallas en 1959, Tosca à Londres et Paris en 1964 et Norma à Paris en 1964 et 1965. En 1966, à New York, il inaugure la salle d'opéra du Lincoln Center en dirigeant la création de l'opéra Anthony and Cleopatra de Samuel Barber dont il écrit également le livret. La réaction critique est unanimement négative.

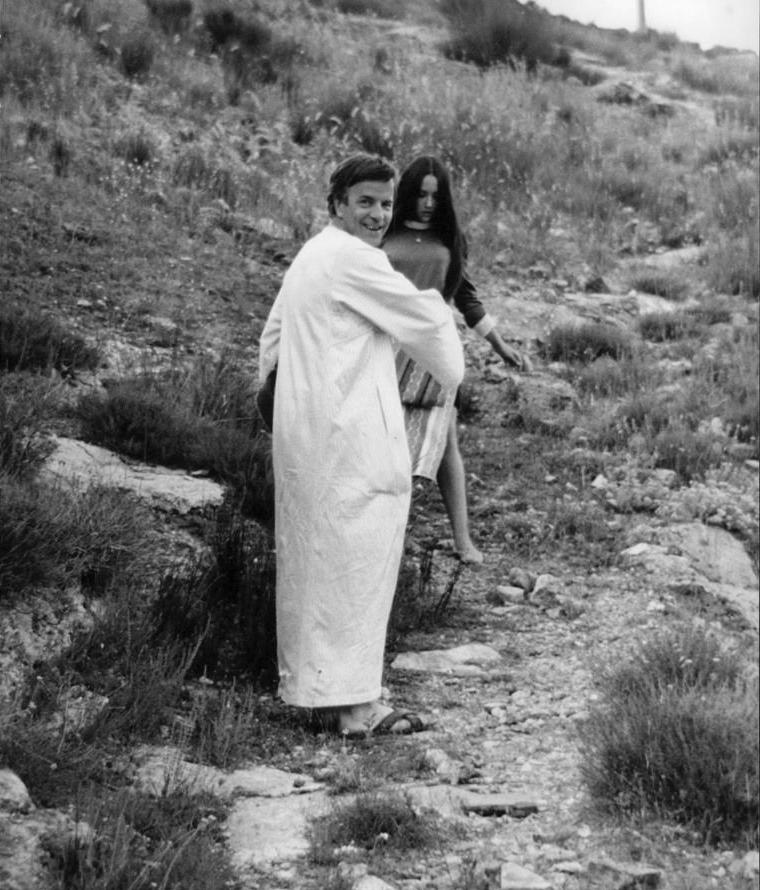
Franco Zeffirelli et Olivia Hussey pendant le tournage de Romeo et Juliette en 1967.

En 1967, il réalise une adaptation cinématographique de la pièce de Shakespeare La Mégère apprivoisée mettant en vedette Elizabeth Taylor et Richard Burton. Le film connaît un succès appréciable, ce qui l'encourage à adapter Roméo et Juliette l’année suivante, avec Leonard Whiting et Olivia Hussey, deux jeunes inconnus dans les rôles titres : lui est un acteur britannique, né le 30 juin 1950 à Londres ; elle une actrice argentine, née le 17 avril 1951 à Buenos Aires. Pour la première fois, un metteur en scène employait des acteurs ayant l'âge réel des rôles. La musique de Nino Rota contribue au succès du film, le plus grand de la carrière de Zeffirelli. Roméo et Juliette reçoit quatre nominations aux Oscars, et en remporte deux (meilleure photographie et meilleurs costumes).
Pendant les années 1970, il dirige deux films d’inspiration religieuse : François et le Chemin du soleil (sur la vie de François d’Assise) avec Graham Faulkner et la mini-série Jésus de Nazareth dans laquelle l’acteur anglais Robert Powell interprète le rôle-titre au sein d’une distribution particulièrement imposante (Laurence Olivier, Rod Steiger, Christopher Plummer entre autres). Ce film centré sur la vie de Jésus, réalisé à la demande du pape Paul VI, connaît le succès. Quand, onze ans plus tard, le cinéaste Martin Scorsese traitera le même sujet dans La Dernière Tentation du Christ, Zeffirelli prendra position contre ce film, le qualifiant de « pur produit de la chienlit culturelle juive de Los Angeles qui guette la moindre occasion de s'attaquer au monde chrétien ».
Par ailleurs, on peut constater un profond respect témoigné par Zeffirelli pour le judaïsme, ceci dès les premières minutes de son Jésus de Nazareth,. La rigueur manifeste qu’il emploie pour présenter le personnage de Jésus comme partie intégrante du contexte juif de l'époque,, le fait que l’œuvre exprime l'ouverture initiée par l' Église catholique lors du concile Vatican II, et illustre particulièrement la déclaration Nostra Ætate qui reconnaît les racines juives du christianisme, peuvent faire considérer le film de Zeffirelli comme étant, entre autres, un outil d'éducation contre l'antisémitisme au sein du monde chrétien,.
À la fin des années 1970 il se rend aux États-Unis où il réalise Le Champion et Un amour infini, deux mélodrames froidement reçus par la critique. Pendant les années 1980, il dirige des opéras filmés comme  La Traviata en 1982 et Othello en 1986. Il revient à Shakespeare en 1990 avec une version de Hamlet mettant en vedette Mel Gibson dans le rôle-titre et Helena Bonham Carter en Ophélie. Il tourne en fin de carrière Un thé avec Mussolini, film largement autobiographique sur son enfance à Florence ; une nouvelle version cinématographique de Jane Eyre, d'après le roman de Charlotte Brontë, avec Charlotte Gainsbourg dans le rôle-titre, et enfin le film biographique Callas Forever avec Fanny Ardant.

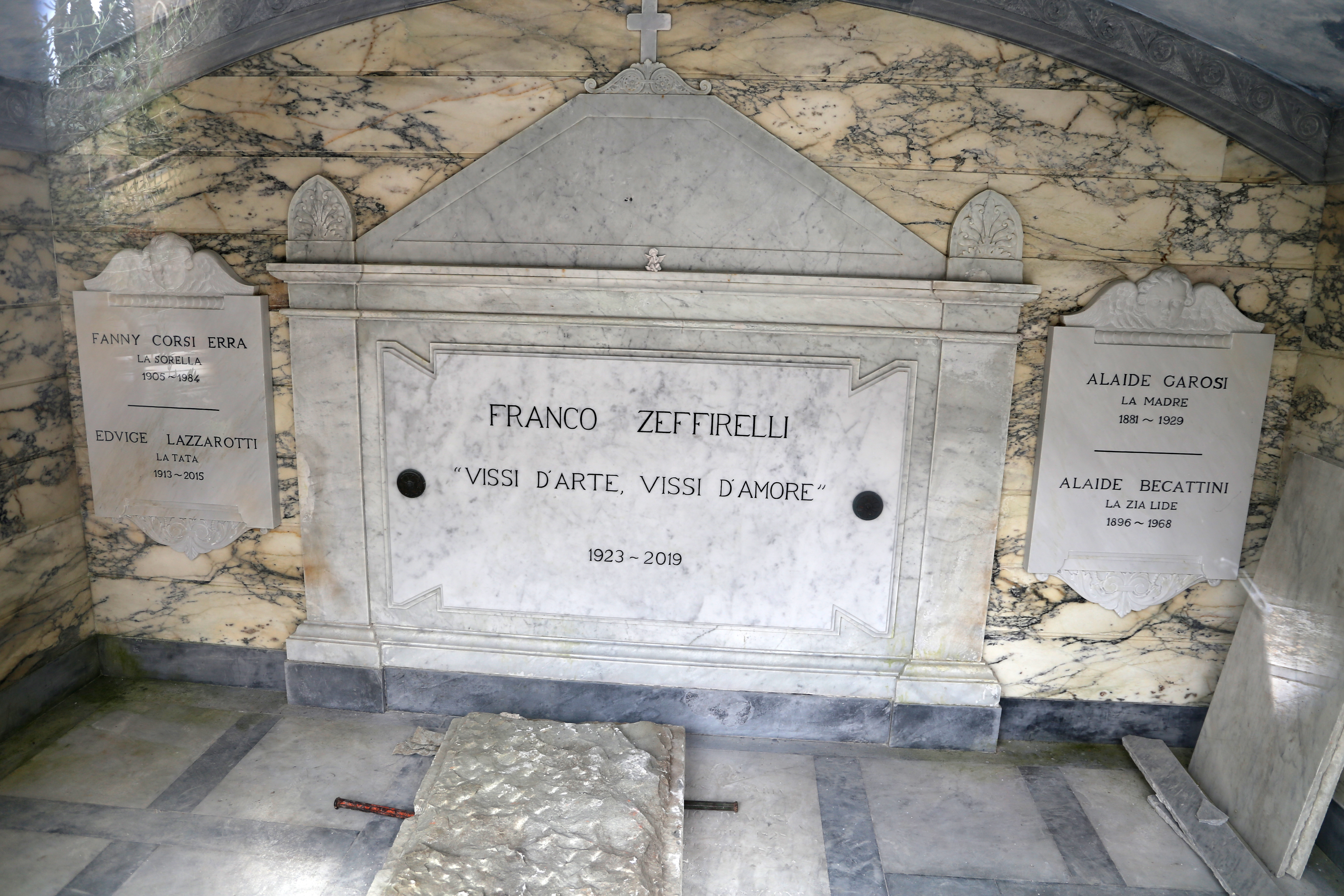
Tombe de Franco Zeffirelli au cimetière des Portes Saintes de Florence.

Contrairement à Luchino Visconti, son premier mentor, connu pour sa proximité avec le Parti communiste italien, Franco Zeffirelli est nettement engagé à droite ; il a été élu en 1994 sénateur sous l'étiquette Forza Italia, puis réélu en 1996.
En 1996, il fait son coming out comme homosexuel, mais demeure par la suite très discret sur sa vie privée.
Il meurt le 15 juin 2019 à Rome, à l'âge de 96 ans. Il est inhumé au cimetière des Portes Saintes à Florence.

## Théâtre
- 1963 : Roméo et Juliette au Théâtre Sarah Bernard à Paris dans le cadre du Théâtre des Nations (Roméo : Gianfranco Giannini ; la nourrice : Ave Ninchi)
- 1964 : Qui a peur de Virginia Woolf ? d’Edward Albee, Théâtre de la Renaissance
- 1976 : Lorenzaccio d'Alfred de Musset, Comédie-Française
- 1978 : Carmen, téléfilm de Brian Large captant une représentation scénique de la mise en scène de Zeffirelli

## Filmographie

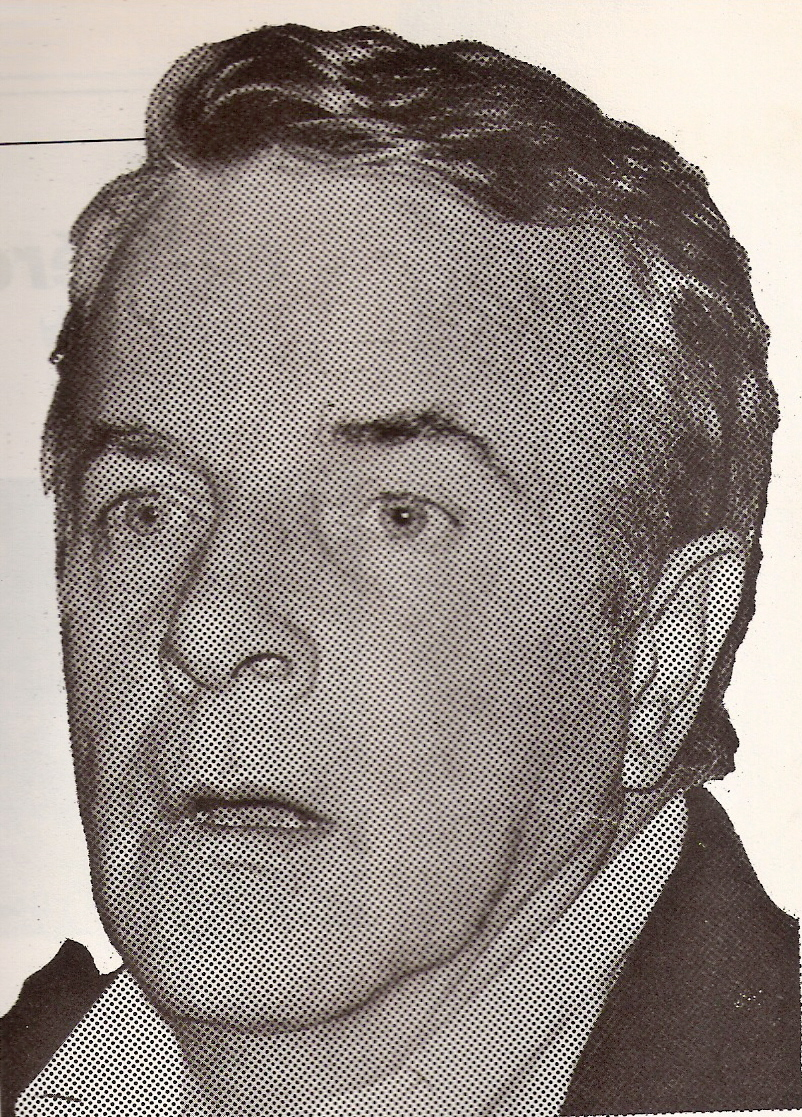
Franco Zeffirelli en 1978.

### Comme réalisateur
- 1958 : Voyage de plaisir (Camping)
- 1966 : Per Firenze (it), film-documentaire sur les inondations de Florence avec la voix de Richard Burton,
- 1967 : La Mégère apprivoisée (The Taming of the Shrew) - également scénariste et producteur
- 1968 : Roméo et Juliette (Romeo and Juliet) - également scénariste
- 1972 : François et le Chemin du soleil (Fratello sole, sorella luna) - également scénariste
- 1977 : Jésus de Nazareth (mini-série télévisée) - également scénariste
- 1979 : Le Champion (The Champ)
- 1981 : Un amour infini (Endless Love)
- 1982 : Pagliacci
- 1982 : Cavalleria rusticana (it)
- 1983 : La traviata - également scénariste
- 1986 : Othello - également scénariste
- 1988 : Toscanini (Il giovane Toscanini)
- 1989 : 12 registi per 12 città
- 1990 : Hamlet - également scénariste
- 1992 : Don Carlo (it) (téléfilm)
- 1993 : Mémoire d'un sourire (Storia di una capinera)
- 1996 : Jane Eyre - également scénariste
- 1999 : Un thé avec Mussolini (Tea with Mussolini)
- 2002 : Callas Forever
- 2009 : Omaggio a Roma (it) (documentaire)

### Comme acteur
- 1947 : L'onorevole Angelina : Filippo Carrone

## Distinctions

### Décorations
- Grand officier de l'ordre du Mérite de la République italienne le 23 avril 1977[13].
- Commandeur de l'ordre des Arts et des Lettres Il est fait commandeur le 26 janvier 1995[14].
- Ordre de l'Empire britannique à titre civil Il est fait chevalier commandeur d'honneur (KBE) le 24 novembre 2004, et reçoit ses insignes à l'ambassade du Royaume-Uni à Rome[15].